# Ladislav Rygl
Ladislav Rygl, né le 15 mai 1976 à Vrchlabí, est un spécialiste tchèque du combiné nordique actif de 1995 à 2006. Il est le fils de Ladislav Rygl. 

## Biographie
Ladislav Rygl démarre dans la Coupe du monde en février 1996 a Seefeld (15e), avant de monter sur son premier podium dès la saison suivante à Hakuba (3e). Il y est aussi quatrième aux Championnats du monde 1997, dans l'épreuve par équipes.
Durant la saison 1998-1999, il remporte sa première course dans la Coupe du monde à Falun. L'hiver suivant, il ajoute deux autres succès à son palmarès, dont un devant le public tchèque de Liberec. À chaque fois, il prend place au troisième rang du classement général de la Coupe du monde. Aux Championnats du monde 2001, il est notamment sixième du Gundersen, son meilleur résultat individuel en grand championnat.
En 2005, il signe son treizième podium quatre ans après son dernier, à Seefeld.
Il a participé a trois éditions des Jeux olympiques en 1998, 2002 et 2006, obtenant comme meilleur résultat individuel une quatorzième place en 1998.

## Palmarès

### Jeux olympiques
| Épreuve / Édition | Épreuve / Édition | Nagano 1998                      | Salt Lake City 2002 | Turin 2006 |
| Individuel        | Gundersen         | 14e                              | 39e                 | 36e        |
| Individuel        | Sprint            | Épreuve inexistante à cette date |                     | 17e        |
| Par équipes       | Par équipes       | 8e                               |                     | 8e         |

### Championnats du monde
| Épreuve / Édition | Épreuve / Édition | Trondheim 1997                   | Ramsau 1999 | Lahti 2001 | Val di Fiemme 2003 | Oberstdorf 2005 |
| ----------------- | ----------------- | -------------------------------- | ----------- | ---------- | ------------------ | --------------- |
| Sprint            | Sprint            | Épreuve inexistante à cette date | 19e         | 28e        |                    | 16e             |
| Gundersen         | Gundersen         |                                  |             | 6e         | 36e                | 10e             |
| Par équipes       | Par équipes       | 4e                               | 8e          | 7e         | 10e                | 8e              |

### Coupe du monde
- Meilleur classement général : 3e en 1999 et 2000.
- 13 podiums : 3 victoires, 2 deuxièmes places et 8 troisièmes places.

#### Détail des victoires
| Édition / Épreuve | Gundersen                 | Sprint |
| 1999              |                           | Falun  |
| 2000              | Steamboat Springs Liberec |        |

#### Différents classements en coupe du monde
| Année     | Classement général final |
| 1995-1996 | 30e                      |
| 1996-1997 | 11e                      |
| 1997-1998 | 18e                      |
| 1998-1999 | 3e                       |
| 1999-2000 | 3e                       |
| 2000-2001 | 6e                       |
| 2001-2002 | 42e                      |
| 2003-2004 | 22e                      |
| 2004-2005 | 11e                      |
| 2005-2006 | 51e                      |